# Macrocerca hopensis
Macrocerca hopensis är en kackerlacksart som beskrevs av Roth, L. M. 1994. Macrocerca hopensis ingår i släktet Macrocerca och familjen storkackerlackor. Inga underarter finns listade i Catalogue of Life.